# Christian Schybi

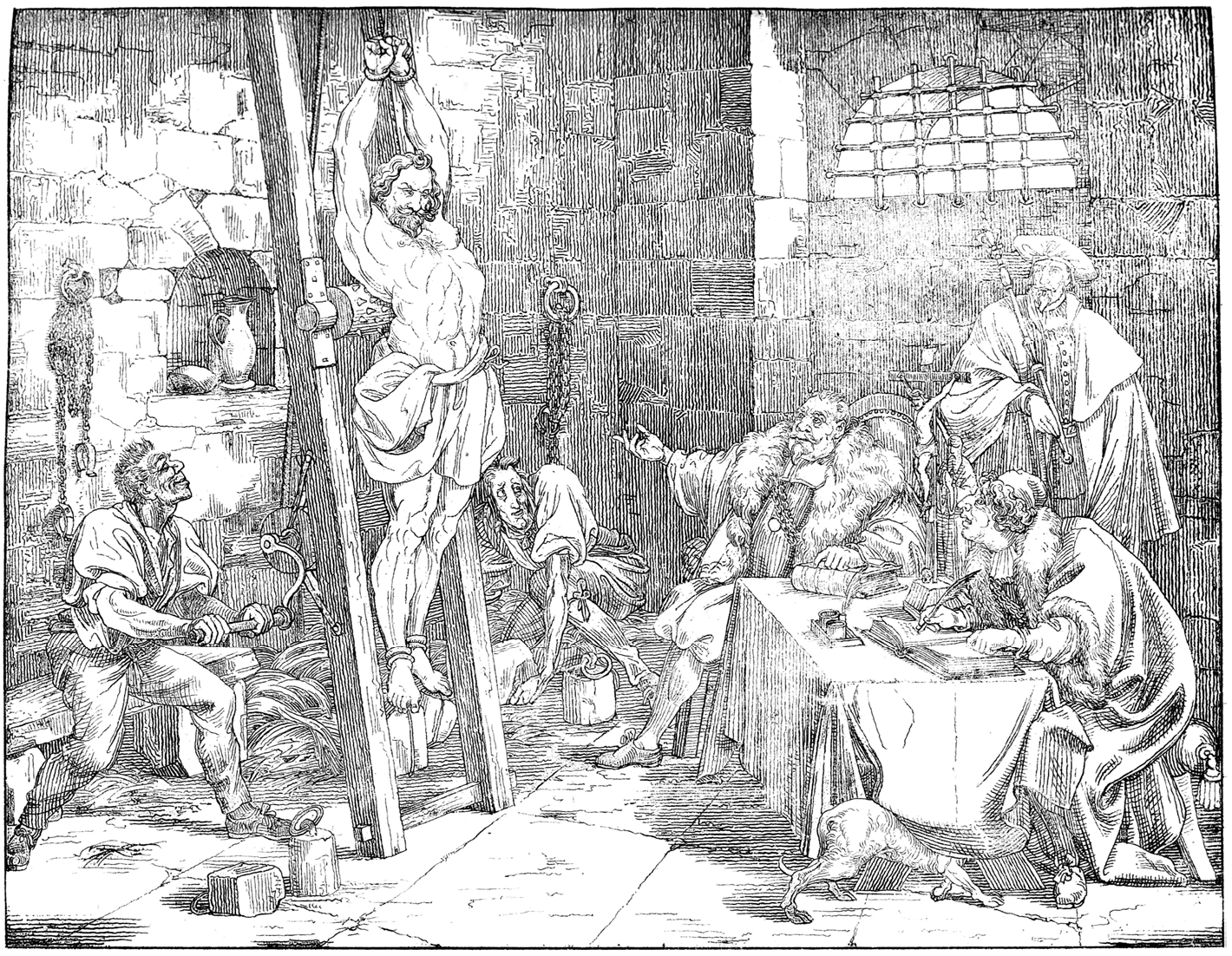
Schybi soumis à l'estrapade à Sursee et interrogé par Kaspar Pfyffer

Christian Schybi (parfois orthographié Christian Schibi) (né vers 1595 à Escholzmatt, exécuté le 7 juillet 1653 à Sursee. Il fut l'un des chefs de la rébellion rurale qui mena à la guerre des paysans de 1653 en Suisse. 
Schybi fut à la tête du mouvement lucernois. Aux côtés de Niklaus Leuenberger qui s'occupait du mouvement bernois, il fut vaincu lors de la bataille de Wohlenschwil. Schybi organisa ensuite la résistance dans la vallée de l'Entlebuch, ses hommes tentèrent en vain le 5 juin 1653 de s'emparer du pont de Gisikon qui était contrôlé par les troupes lucernoises et celles en provenance des cantons primitifs. Schybi fut capturé à la fin du mois de juin 1653 par les troupes du colonel uranais Sebastian Bilgerim Zwyer puis incarcéré à Sursee. Il fut torturé dans la tour de la mairie de Sursee avant d'être décapité le 9 juillet 1653.